# 密序野桐
密序野桐（学名：Mallotus barbatus var. congestus）为大戟科野桐属下的一个变种。

## 扩展阅读
- 維基物種上的相關：密序野桐